# Уэлдон, Рафаэль
Уолтер Фрэнк Рафаэль Уэлдон (англ. Walter Frank Raphael Weldon; 15 марта 1860, Хайгейт — 13 апреля 1906, Лондон[…]) — британский биолог и один из основоположников биометрии.

## Ранние годы и образование
Рафаэл Уэлдон родился 15 марта 1860 года в семье журналиста и промышленного химика Уолтера Уэлдона (англ. Walter Weldon) и его жены Энн Коттон (англ. Anne Cotton). Он был старшим сыном и вторым из трех детей в семье. Отец Уэлдона часто менял место жительства и поэтому сыновья не посещали школу регулярно.
В 1873 году Уэлдон отправился в школу Уотсона (англ. Watson's school) в Кавершем, неподалеку от Рединга, где он провел три года.
В 1876 году Уэлдон поступил в Лондонский университет. Затем, осенью того же года поступил в Университетский колледж в Лондоне с целью получить медицинскую карьеру.
После года обучения в университетском колледже он был переведен в Королевский колледж в Лондоне, а 6 апреля 1878 года поступил в колледж Святого Иоанна в Кембридже. Там, под влиянием Фрэнсиса Мейтленда Бальфура (англ. Francis Maitland Balfour) Уэлдон увлекся зоологией.

## Карьера
В 1884-1891 годах Уэлдон читал курс в Кембридже по морфологии беспозвоночных.
В 1883 году Уэлдон женился и отправился  со своей женой в путешествие, где у него появилась возможность изучать морскую зоологию.
В 1887 году Морская биологическая ассоциация открыла лабораторию, посвященную морской биологии в Плимуте и Уэлдон с женой проводили там исследования в течение всех отпусков.
До 1888 года Уэлдон занимался морфологическими и эмбриологическими исследованиями, которые, по мнению современных зоологов, наиболее способствовали выяснению проблем эволюции животных.
В мае 1890 года Уэлдон был избран членом Королевского общества.
В конце 1890 года Уэлдон стал профессором зоологии в Университетском колледже в Лондоне. Там он познакомился и начал плотно общаться с математиком и биологом Карлом Пирсоном.
В 1894 году Уэлдон стал секретарем комитета Королевского общества «для проведения статистических исследований в измеримых характеристиках растений и животных».
В 1900 году Уэлдон был назначен на пост председателя в Оксфорде и занимал этот пост до своей смерти.
В период с 1901 по 1906 год Уэлдон был соредактором научного издания «Биометрика» (англ. Biometrika), в котором он опубликовал 12 статей.
В январе 1906 года Уэлдон опубликовал «Заметку о потомстве чистокровных каштановых кобыл». Это было его последнее научное издание.
Разрабатывал альтернативную науку о наследовании.
Как отмечают историки науки, с 1902 года взгляды Уэлдона привели его к все более и более ожесточенному конфликту с последователями Менделя; именно Уэлдон первым привлек внимание к проблемам у Менделя с преувеличенной статистикой. В The Scientist отмечалось, что критика Рафаэлем Уэлдоном принципов Менделя опередила его время на 100 лет.

## Смерть
В пасхальные каникулы 1906 года, когда Уэлдон с женой находился в гостинице Вулстон, он заболел пневмонией. Вероятно болезнь обострилась из-за переутомления. Он вернулся в Лондон и был принят в дом престарелых, где вскоре умер.